# Tākitimu Waka
Tākitimu Waka  ist in der Tradition mehrerer Iwi (Stamm) der neuseeländischen Māori eines der großen Kanus (Waka), die polynesische Einwanderer von ihrer mythischen Heimat Hawaiki nach Neuseeland brachten. Es war eines der sieben Kanus in der „Great Fleet Hypothesis“ des Historikers Stephenson Percy Smith (1840–1922).

## Überlieferungen der Māori
Das Tākitimu Waka erscheint in vielen Überlieferungen in ganz Neuseeland. Die meisten stimmen darin überein, dass Tākitimu Waka ein heiliges Kanu war. Viele geben den Namen seines Kapitäns mit „Tamatea“ und verschiedenen sprachlichen Abwandlungen davon an.

### East Coast
Erzählungen aus Te Māhia im Norden der Region Ostküste der Nordinsel berichten, dass Tākitimu Waka Hawaiki verließ, nachdem zwei Brüder, Ruawharo und Tūpai, das Kanu von ihren Feinden erbeuteten und nach Neuseeland entkamen. Das  Boot landete an der Māhia Peninsula und die Mannschaft trennte sich. Ruawharo blieb in Māhia, Puhiariki ging nach Muriwhenua in der heutigen Region Northland, andere zogen nach Tauranga.
Nach Legenden der Ngāti Kahungunu wurde  das Tākitimu Waka von Tamatea Arikinui geführt, der in der Region um Tauranga landete und dort siedelte. Einige seiner Nachkommen waren die Urahnen der Ngāti Kahungunu. Andere zogen entlang der Ostküste weiter, darunter die Tohungas Ruawharo, der in  Te Māhia siedelte und Tūpai, der sich in der Wairarapa niederließ. Das Kommando über das Boot wurde an Tahu Pōtiki übergeben, der den Wairoa River hinauffuhr und später zur Südinsel reiste, wo er Ahne der Ngāi Tahu wurde.

### Bay of Plenty
Die Stämme in der Region Tauranga geben in ihren Überlieferungen Tamatea, Vater des Ranginui und Ahne der Ngāti Ranginui als Kapitän des Tākitimu Waka an. Die Ngāti Kahungunu sehen in diesem Tamatea den Enkel von Tamatea Arikinui und nennen ihn „Tamatea-pokaiwhenua-pokaimoana“. Die Überlieferungen in Northland und Tauranga deuten jedoch nicht auf die Existenz von mehr als einem Anführer namens Tamatea hin.

### Südinsel
Nach Traditionen der Südinsel erkundete das Kanu die West- und Südküste Südinsel. Es soll bei Murihiku zu Stein geworden sein. Hier soll Tamatea ein anderes Kanu, Karaerae Waka, gebaut haben, um zur Nordinsel zurückzukehren.
Iwi, die ihre Herkunft auf dieses Kanu beziehen sind die Ngāti Ruapani, Rongowhakaata, Te Aitanga-a-Hauiti, Te Aitanga-a-Māhaki und Ngāti Ranginui.